# Jamie Anderson (snowboardåkare)
Jamie Anderson, född 13 september 1990 i South Lake Tahoe i Kalifornien, är en amerikansk snowboardåkare. Hon tävlar i slopestyle, big air och halfpipe.
Vid Olympiska vinterspelen 2014 tog hon guld i slopestyle, och 2018 återkom hon med ett nytt guld i Pyeongchang. Fram till 2020 hade hon vunnit sammanlagt 17 medaljer i Vinter X Games, varav 4 guld.